# Menominee
Els menominee són una tribu de llengua algonquina el nom de la qual prové de l'ojibwa manomini "arròs silvestre", però que es deia a si mateixa o-mach-no-win-ni-wuk o "poble de l'arròs silvestre".

## Localització

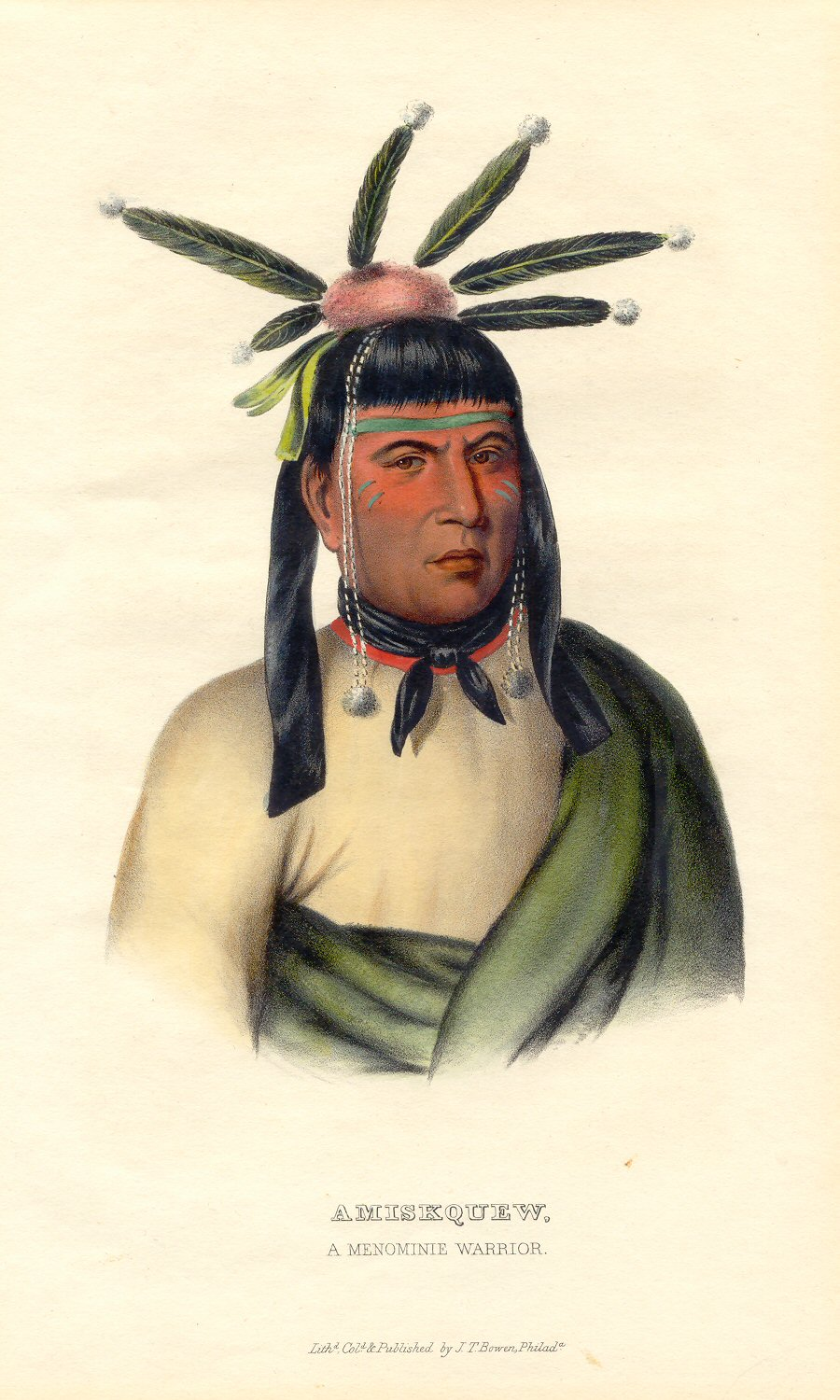
Amiskquew, menominee

Originàriament vivien entre el riu Menomini i la Península de Michigan, concretament entre la vila de Neopit i l'illa de Michilimackinac, als marges dels llacs Superior i Michigan. Actualment, viuen a la Reserva Menominee de Wisconsin, entre els rius Wolf i Oconto. El territori nadiu menomini s'anomena Keshena.

## Demografia
Pel 1757 potser eren uns 1.100 individus, però el 1763 només en restaven 800 per la guerra i les malalties. El 1852 eren 2.002 individus quan foren duts a la reserva. El 1935 eren 2.112 indis (dels quals 1.998 vivien a la reserva). El 1961 foren calculats en 2.551 i el 1970 en 3.500. Pel 1990 uns 7.000 individus eren considerats menomini.
Segons dades de la BIA del 1995, la Reserva Menominee tenia 4.452 habitants, tot i que hi havia apuntats al rol tribal 7.548 individus.
Segons el cens dels EUA del 2000, hi havia 7.883 menominis purs, uns 258 eren barrejats amb altre tribus, 1.551 amb altres races i 148 amb altres tribus i altres races. En total, 9.840 individus.

## Costums
Eren afins lingüísticament als anishinaabemowin, als kickapoo i sauk i fox. Es dividien en 12 viles. Vivien en cases amb forma de cúpula, i la seva economia es basava en la recollida de l'arròs silvestre o zizania aquatica, així com en el conreu de moresc, carbasses, pèsols i tabac, però també pescaven i caçaven bisons i altres animals del bosc, sobretot per comerciar les pells amb francesos i anglesos.
Socialment, es dividien en clans exogàmics agrupats en dues fratries, però més tard, quan llur economia es va fer més dependent del comerç de pells, es dividiren en bandes mòbils per tal de caçar a l'hivern. Les fratries eren Owas’sse we’dishi’anun (Fratria de l’ós), Ina’maqki’u wi’dishi’anun (Gran Tro), Moqwai’o wi’dishi’anun (Llop) Ota’tshia wi’dishi’anun (Cranc) i Mo’s wi’dishi’ anun (ant).
Les dones feien bosses de fibra d'escorça de freixa i til·ler entreteixits. Creien que el Gran Misteri envià a la Terra O’Wasso (L’Ós), qui va prendre força humana i es va barrejar amb els esperits trons, enviats perquè no hi estigués sol. D'ell descenen els menomini. També creien en l'heroi mitològic Mä’näbus. La seva religió els prohibia conrear l'arròs silvestre, només el recollien. Enterraven els morts en taüts d'escorça de bedoll i col·locaven tres soques damunt la tomba. També juguen al pahkahatuan, una mena de lacrosse.

## Història
Llurs tradicions parlen de guerres amb els anishinaabemowin el 1600 pel control del territori (Sturgeon Wars). El 1631 foren visitats per l'explorador francès Jean Nicolet amb un grapat d'hurons, qui arribà al seu principal llogaret, Mini’kani, per comerciar, i els va descriure com a pacífics i els anomenà folles avoines ("poble del fals arròs"). El p. Louis André va viure entre ells entre el 1671 i el 1684, i en convertí alguns. Fins al 1712 es van mantenir al marge de les guerres dels blancs. El 1712 ajudaren als francesos contra anglesos, fox i kickapoo, i el 9 de setembre del 1730 participaren en la II Guerra Fox (contra sauk i fox i winnebago), provocant la mort de 400 fox i fent-ne 500 de presoners. A la Guerra del Rei Jordi (1744-1748) una 16 menominis dirigits pel seu cap La Mothe lluitaren contra els mohawks a Nova York. Aliats dels francesos el 1757, uns 131 menominis dirigits altre cop per La Mothe lluitaren a Fort William Henry i Fort Duquesne, on no mataren els presoners, sinó que els venien als francesos.
Però el 1762 una epidèmia de verola en matà 300 i els reduí a 800 individus, de manera que no ajudaren Pontiac. Quan el 1763 els chippewa prengueren Fort Michilimackinac, ells no hi participaren, i el seu cap Ogemaninea, aliat dels britànics, negocià amb Pontiac l'alliberament dels presoners.
Durant la Guerra d'Independència (1775-1783) el seu cap Carron ajudà als britànics amb 60 guerrers, qui el 1780 participaren en la batalla de Prairie du Chien. Tot i que el maig del 1783 renovaren el pacte amb la Gran Bretanya, com ho van fer sauk i fox, winnebago i sioux, després del Tractat de París del setembre es van posar de part dels EUA. Així el 1797 l'American Fur Company s'establí al seu territori i el 1806 foren visitats pel militar nord-americà Zebulon Pike, qui fou rebut per Tomah, fill de Carron, i el cap suprem, Chawa-non o Old King (1721-1821).
Tot i així, el 1811 donaren suport a la Guerra de Tecumseh i als britànics en la Guerra del 1812 amb uns 300 guerrers; d'aquesta manera, 39 menomini i 60 sioux i winnebago, dirigits per Robert Dickson, Tomah i Oshkosh/Grizzly Bear (1795-1858), net d'Old King, ocuparen Fort Mackinac i Fort Shelby el 1814. Però el 1815 la USA Indian Agency crea al seu territori la fortificació comercial de Green Bay i els obliga a vendre terres després de signar el Tractat de Mackinac el 1816, pel qual esdevenen aliats dels EUA.
El 1821 el nou cap, Oshkosh, va vendre les terres del riu Fox per 1.500 $, i el 1822 6,7 milions d'acres als indis de Nova York que s'establiren a Wisconsin, per 3.950 $. I el juliol del 1827 fou obligat a signar el Tractat de Butte des Morts que assenyala la frontera tribal, alhora que és reconegut com a cap pels nord-americans i els ajuda contra els winnebago. Tot i així, el 1832 foren obligats a cedir 500.000 acres més als indis de Nova York, alhora que Oshkosh i 300 guerrers ajudaren els nord-americans a la Guerra de Black Hawk (fox i sauk). El 1830 mataren vuit fox a Prairie du Chien, i en venjança, aquests mataren 25 menominis.
El 1836 George Catlin fou rebut pel cabdill Chee-o-nah-na-quet/Big Cloud, fill de Mah-kee-mee-teuv/Bear Grizzly, i els localitzà al Nord-oest del Llac Michigan. L'any anterior una quarta part de la tribu havia mort de verola. El 1836 es creà el Territori de Wisconsin, i se’ls obliga a vendre la major part de la terra; pel Tractat del 1837 s'establiren a 3 milions d'acres situats entre els rius Wolf i Wisconsin. El 1842 es completà el rol tribal, que dona 631 grups familiars en 8 grups locals (2.464 individus).
El 1848 hagueren de cedir les terres dels boscos als chippewa, però que foren explotats pels blancs. El 1852 foren duts a una reserva a Wisconsin, entre els rius Wolf i Oconto, de 4.000 milles quadrades, que amb els anys esdevindria una reserva de forest valuosa. Pel Tractat del 1854 es delimitaren les fronteres actuals de la reserva de Wolf River. Però a la mort d'Oshkosh seguí un període de tensió 1858-1862, durant el qual foren pressionats perquè s'unissin a la revolta dels sioux santee. Els caps Keshena i Ah-kon-emi foren arrestats per protestar.
Durant la Guerra civil nord-americana (1860-1865) uns 125 menomini lluitaren a les tropes unionistes. El 1865 un centenar moriren de verola, i el 1870-1871 foren reduïts novament a 1.400 per una epidèmia de verola, alhora que el moviment religiós de la Dream Dance s'estenia entre els chippewa i potawatomi. El 1872 el govern els proveí de treball i inversions amb la creació d'una asserradora de fusta, propietat de tota la tribu, mercè les gestions del seu cap Neopit, escollit el 1882. D'aquesta manera, el 1890 produïren uns 20 milions de metres cúbics de fusta, raó per la qual els aplicaren la Menominee Allotment Act, per la qual els parcel·laren la tribu en propietats individuals. Tot i així, nou menominis lluitaren a la Guerra de Cuba del 1898.
El 1905 la reserva i la producció de fusta fou arruïnada per un tornado, com també ho fou per una plaga dels boscos el 1918-1921; i el 1911 el ferrocarril arribà a la reserva. A la presa de possessió del president Woodrow Wilson el 1913 hi anaren els cabdills Reginald i Ernest Oshkosh, entre d'altres. El 1928 foren reconeguts com a tribu, de manera que el 1934 constituïren un Consell tribal i redactaren una Constitució.
El 1931 l'US Forest Service es va fer càrrec de l'empresa fustera menomini, malgrat llurs protestes. Uns 200 lluitaren a la Segona Guerra Mundial, entre ells David Keynote i William Fredenberg. Pel juliol del 1945 els retornaren 34.000 acres de pantans i els pagaren 14.000 $ per fusta tallada il·legalment.

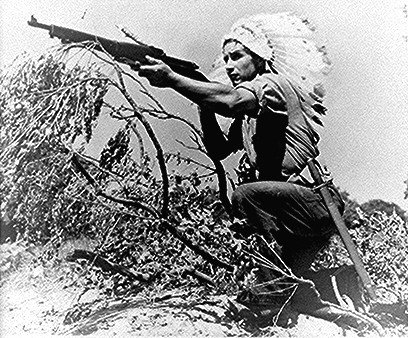
Dan Waupoose, cap menominee destinat a Alger, 1943

Però com que el 1951 guanyaren en un judici contra els EUA la xifra de 8,5 milions $ per una violació de la llei forestal, per aquest motiu el 1953 els obligaren a acceptar la Government Policy of Termination de la tutela federal, que fou feta efectiva el 30 d'abril del 1961. El president del Consell Assessor Menominee, Antoine Waupochick, va protestar davant el senat, però això els va fer més pobres i dependents dels subsidis federals. El 17 de juny del 1954 es creà la Menominee Enterprises Incorporation (MEI), i del cens de 3.270 individus, d'ells tenien dret a vot 1.712 (d'ells 721 van votar, i només 622 van dir sí a la Termination). Cap al 1960 obtenien uns 25 milions de peus de fusta a l'any que suposava uns 2.000 $ per família (aleshores hi havia 500 famílies a la reserva, de les quals una desena part rebia ingressos addicionals a l'agricultura mercè la fusteria i les danses per a turistes.
El 1961, per agreujar la situació, foren traslladats de la reserva originària a alguns dels pitjors terrenys de l'Estat de Wisconsin (Menominee County). Des del 1968 organitzaren protestes per la creació de complexos turístics al llac. El 1970 els de Chicago i Milwaukee crearen el grup Determination of Rights and Unity for Menominee Shareholders (DRUMS), que organitzen protestes contra els plans de la MEI de vendre terres tribals. L'octubre del 1971 la DRUMS organitzaria una marxa de Keshena a Madison per protestar per les terres, i pel novembre es constituí el Commitee to Save the Menominee People and Forests, que va rebre suport tant dels Kennedy com de l'AIM i d'altres. El 1972 els caps de la tribu aconseguiren aturar la venda de terres, alhora que la portaveu tribal, Ada Deer, protestà per la pobresa de la seva gent. Per pal·liar els problemes educatius, el 20 de maig del 1972 es constituiria el Menominee County Parents and Students for Better Education per tal d'exigir millores en el sistema educatiu tribal i més cabals públics.
La situació esclatà quan l'u de gener del 1975 la Menominee Warrior Society ocupà una abadia abandonada de l’Alexian Brothers Novitiate a Gresham (Wisconsin) amb la idea de fer-hi un centre de salut. Reberen el suport de destacats militants de l'AIM com Dino Butler, Anna Mae Aquash i Nilak MacCormick; foren setjats i tirotejats per membres de la guàrdia nacional i de la White American Movement (WHAM). Pel febrer foren desallotjats, i el seu cap, John Waubanascum, assassinat per un xèriff el 1976.
Tot i així, aconseguiren que el 23 d'abril de 1975 Richard Nixon els tornés l'estatut legal de tribu sota tutela federal i que se’ls tornés a aplicar els termes del Tractat del 1856, alhora que recuperaren els 230.000 acres de la reserva (Menominee Restoration Act de 22 de novembre del 1973). En referèndum, 2.342 votaren pel rol tribal, i 417 el rebutjaren. I pel novembre del 1976 votaren una nova constitució tribal.
Les protestes, però, continuaren quan el 1977 la Menominee Warrior Society ocupà el Tribunal de Keshena per protestar per les sentències dels fets del 1975. Poc després es va obrir la Menominee Indian High School, amb 470 estudiants, i es començà a ensenyar la llengua menomini a l'escola elemental. El 1986 l'advocada Rita Keshena encapçalà noves protestes menominee quan les autoritats nord-americanes intentaren abocar residus nuclears sense permís a les seves terres.

## Llista de menominis
- Oshkosh
- Ada Deer
- Christos